# Mazin Ahmed Alhuthayfi
Mazin Ahmed Alhuthayfi (* 29. Juli 1985 in Dschidda, Saudi-Arabien), meist nur Mazin genannt, ist ein ehemaliger saudi-arabischer Fußballspieler.

## Karriere
Seine Profi-Karriere begann Mazin bei seinem Heimatklub Al-Ittihad Dschidda, wurde aber im Januar 2010 an Staines Town verliehen, von wo er Ende Juni 2010 zurückkehrte. Jedoch wurde er direkt weiterverliehen an Hampton & Richmond Borough. Mazin wurde, nachdem er in der Winterpause 2010/11 zurückkam, am 16. Januar 2011 für anderthalb Jahre an die Reserve vom FC Portsmouth verliehen.
Im Rahmen der geplanten Kooperation zwischen Fortuna Düsseldorf und den saudi-arabischen Spitzenklub Al-Ittihad Dschidda wurde Mazin vom Erstligisten unter einen Leihvertrag genommen.
Jedoch konnte sich Mazin, der in seinem ehemaligen Klub als „bester Spieler“ galt, nicht durchsetzen; der Manager des Vereins Wolf Werner nannte die Verpflichtung Mazins als „Chance, sich über das Training mit der Lizenzspielermannschaft weiter zu entwickeln und für die 1. Bundesliga zu empfehlen“. Dies gelang ihm aber nicht, sodass ein Anschlussvertrag nicht unterschrieben wurde und der Ausbildungsspieler in seine Heimat zurückkehrte.
In der Winterpause der Saison 2012/13 wurde Mazin an den belgischen Zweitligisten Oud-Heverlee Leuven ausgeliehen. Sein Liga-Debüt machte er am 23. Februar 2013 gegen den KV Mechelen, als er in der 90. Minute für Ebrahima Ebou eingewechselt wurde. Nach dem Ende seines Leihvertrages bei Leuven lief auch Mazins Vertrag bei seinem Stammverein Al-Ittihad aus.

## Privates
Mazin ist verheiratet.